# جبل زلاغ

جبل زلاغ هو جبل يطل على المدينة العتيقة لفاس، ويمكن مشاهدته من كل أرجاء المدينة نظرا لعلوه وامتداده الواسع.

## وصف ليون الإفريقي لجبل زلاغ
ورد ذكر جبل زَلاغ في كتاب «وصف أفريقيا» للرحالة الحسن الوزان الشهير باسم (ليون الافريقي) كالآتي: زلاغ جبل يبتدئ من نهر سبو شرقا، وينتهي غربا على بعد نحو 14 ميلا منه، وتقع قمته، أي أعلى نقطة فيه، في جهة الشمال على مسافة 7 أميال من فاس، ومنحدره الجنوبي خال تماما من السكان، لكن المنحدر المطل على الشمال مليء بتلال ممتازة يقوم عليها عدد لا يحصى من القرى والقصور. وتكاد تكون كل الأراضي الصالحة للزراعة مغروسة بكروم تنتج أجود العنب وأحلى ما ذقت منه في حياتي. وللزيتون وسائر الفواكه التي ينتجها هذا الإقليم نفس الجودة، لأن أرضه جافة. وسكان هذه المنطقة من كبار الأغنياء، ليس فيهم من لا يملك دارا بمدينة فاس. ويكاد يكون لجميع أعيان فاس كروم في زلاغ. وفي سفح الجبل بجهة الشمال كذلك سهول بهيجة وبساتين للخضر والفواكه، لأن نهر سبو يسقيها من الجنوب، ويصنع البستانيون بما لديهم من وسائل نواعير ترفع ماء النهر لتسقى به الأراضي الفلاحية. ومساحة هذه الناحية المحروثة تساوي ما يستطيع أن يحرثه 200 زوج من الثيران، منحت اقطاعا لرئيس التشريفات الملكية، غير أنه لا يجني منها أكثر من 500 مثقال في السنة، لأن الزكاة التي تدخل بيت المال تبلغ نحو 3000 كيل من الحبوب.